# Synfig
Synfig är namnet på en mjukvara med vars hjälp det är möjligt att skapa animerad film. Programmet utvecklades ursprungligen av företaget Voria Studios och använder sig av vektorgrafik. År 2005 beslutades det att programvaran skulle släppas som fri och öppen programvara. Programmet som finns till ett flertal olika plattformar är ett av mycket få som är fria att använda och utgör på så sätt som en följ av att det är gratis en tillgång för intresserad användare som har animation som hobby.